# الهادي المثلوثي
الهادي المثلوثي (1950- )، أحد القياديين البعثيين التونسيين.
- أستاذ في قسم الجغرافيا بكلية الآداب والفنون والإنسانيات بجامعة منوبة-تونس.
- انضم إلى الهيئة التأسيسية لحركة البعث في تونس خلال مؤتمرها الاستثنائي المنعقد في 13 نوفمبر/تشرين الثاني 1988.
- عضو اللجنة الوطنية لمقاومة الصهيونية، تونس .
- يتولى حاليا التكلم باسم حزب البعث العربي الاشتراكي (تونس).
- كتب العديد من المقالات التي ضمنها مواقفه من القضايا القومية أساسا وخاصة منها العراق وفلسطين....